# Estereotipo dinámico

Se conoce como estereotipo dinámico a un concepto psicobiológico desarrollado inicialmente por el científico ruso-soviético Iván Pávlov para designar un singular aspecto que se genera dentro del sistema de reflejos condicionados durante la vida de un organismo con aptitudes inteligentes.

## Definición
Fue desde la Fisiología, que Iván Pávlov, un científico ruso-soviético, le dio sostén experimental a la idea de estereotipo dinámico. El concepto se refiere a la captación de un conjunto sucesivo de eventos, y la actividad integrada en un sujeto que puede resultar de ellos, eventos conectados entre sí por un organismo dotado de psiquismo. Varios estímulos incondicionados (Ei), los que provocan por sí diferentes respuestas incondicionados (Ri), se eslabonan con estímulos neutrales (EN), los que por obra del condicionamiento pasan a ser estímulos condicionados (EC). Si esa sucesión de estímulos se repite suficientemente, se activa, en el psiquismo del sujeto contextualizado por esta secuencia de estímulos, un esquema organizado de respuestas condicionadas (RC), en una secuencia sistematizada de conductas. Los estereotipos dinámicos son los basamentos relacionales, con funciones a la vez intraorgánicas y exteriores, para la integración de los seres vivos en y con el medio ambiente.

## Aplicaciones al aprendizaje
Con la implementación de un conjunto estable de respuestas motoras reflejas y condicionadas por parte de un individuo, adquiere éste, en el modelo del estereotipo dinámico, ciertas secuencias que le proporcionan funciones posturales y tónicas, para la marcha, la escritura, su gestualidad. El logro principal de esta adquisición es la distribución sinérgica de la actividad muscular básica para la ejecución de diversos fines supletorios con el conjunto adquirido. Esto le otorga al individuo plasticidad para la creación de movimientos conexos al sistema secuencial que tiene construido y que se manifiesta en sus acciones, gestos, maneras; esto es lo que permite reconocer a una persona por su modo de andar sin ver su rostro.
Los actos de conducta que se evidencian por la implementación sintética de un estereotipo dinámico, serían acciones reflejas moldeadas y reguladas por dicho factor; sumándosele empero a este primordial punto de vista estímulo-respuestista varias ponderaciones: como la de funcionar, el estereotipo dinámico, en comportamientos unitarios totales (Teoría de los Sistemas Funcionales de Piotr Anojin), o por ser el resultado de asociaciones aprendidas en el organismo actuante. "Cabe preguntarse en muchos casos si es verdaderamente fundada una delimitación exacta entre reacciones condicionadas y aprendizaje asociativo".
Las operaciones o acciones psicobiológicas, con las que configura la realidad el organismo condicionado por medio de estereotipos dinámicos, son constituyentes de una organización significativa, y son teórica y prácticamente encuadrables, por las escuelas académicas que del hecho se ocupan, ya sea como una síntesis de reflejos aprendidos, o como un cúmulo de aferentizaciones situacionales: "Un tipo similar de aprendizaje actúa con seguridad en la naturaleza cuando los animales aprenden a orientarse a lo largo de ciertas sendas entre sus viviendas y los lugares donde acostumbran encontrar comida".

## Desarrollo del estereotipo dinámico
Se ha estudiado el condicionamiento por estereotipos dinámicos en experimentos, primordialmente con animales de laboratorio. Estos hechos son constatables también en condiciones de observación externa directa, tanto en ambientes naturales, como en el humano campo social. La práctica de estereotipos dinámicos en las personas se concreta por lo general de manera automática e inconsciente. La implementación de un estereotipo dinámico se puede ilustrar por el siguiente experimento: 
- Una luz parpadeante (EN) precede y acompaña un pinchazo en la pata del sujeto (Ei), lo que hace que éste la retire en una respuesta incondicional defensiva (Ri).
- Seguidamente se dejan oír unas campanadas (EN) que van juntas con la descarga de alimento en un rincón de la sala (Ei), produciéndose con esto en el sujeto un reflejo orientativo y una respuesta incondicionada de apetencia.
- Inmediatamente se hacen oír timbrazos (EN), que acondicionan la aparición de un cuidador que se prodiga con el sujeto en caricias y tratos juguetones (Ei); estas acciones del cuidador producen cambios en la tensión de los músculos estriados, alteraciones en los ritmos del movimiento y señales de contento (Ri).
- Este eslabonamiento condicionante de estímulos se reitera en el mismo orden secuencial, hasta que en el juicio de los investigadores se haya producido un hábito.

Para que sea efectiva como estereotipo dinámico, la formación del hábito ha de contar con una fluencia propia, y estar delimitado en un período singularizable de actividad psíquica, con la práctica marcada como un momento específico y acotado en tiempo y espacio.
Lo que pasa después del condicionamiento, es que el organismo involucrado responde condicionadamente (RC), si bien con diferencias y matices individuales, en el camino de dar respuestas condicionadas ante los estímulos que antes fueran neutrales, y que han devenido en condicionales (EC), y esto acontece sin que actúen los incondicionales (Ei) empleados anteriormente. Lo específico y definitorio del estereotipo dinámico es que en él no se altera el orden de las respuestas condicionadas, aunque se intercambie el orden secuencial en que se presentan los (EC) estímulos de acondicionamiento. Tomando por caso el ejemplo literario anterior: ya no es necesaria la luz parpadeante en el inicio de la secuencia de estímulos, ésta igualmente puede iniciarse con la permutación de esos destellos por las campanadas o por los timbrazos. Con esto no tendrá cambios la secuencia sistematizada de conductas: El sujeto retirará primeramente la pata ante el pinchazo que ya no se ejerce; seguidamente se orientará hacia el rincón donde antes se descargaba la comida; y continuará con los movimientos de contento por el cuidador que ahora no se presenta. 
- El estereotipo de conductas se dinamiza en identidad con la secuencia en que fue formado, con independencia de la manera en que se presente el conjunto de los estímulos; La sucesión compleja de movimientos se realiza como un mecanismo rígidamente moldeado y de una manera estereotipada.
- Carece de importancia para este sistema funcional que el estímulo provocador sea distinto, puede ser cualesquier de los intervenientes; Continúan potencialmente vigentes las funciones dinámicamente estereotipadas, y el organismo las hace actuar.
- Y, lo que es más curioso, uno sólo de los estímulos, suprimiendo los demás, puede dar indistintamente arranque a la cadena de conductas integradas en el estereotipo dinámico.

Una vez formada o aprendida la concatenación de conductas propia del estereotipo dinámico, este ciclo se fija rígidamente en el organismo que con él se comporta adaptativamente a las dominaciones del medio ambiente; la fijación es de mayor o menor rigidez en cuanto el medio ambiente sea de mayor invariabilidad o más plástico. Y depende del mayor o menor nivel psicológico del organismo, que el mismo altere esa rigidez del sistema conductual, haciendo cambios en el orden del sistema secuencial, o sumándole innovaciones. Por el carácter complejo del estereotipo dinámico, por su dificultosa variabilidad, se asemeja observacionalmente a las conductas instintivas, en las cuales también hay un ordenamiento rígido de pasos, que hipotéticamente se explican en su ciclo como pertenecientes, y genéticamente fijados, para cada especie en un instinto.

## Estereotipo dinámico en el deporte
Cabe destacar un ámbito de actividades humanas en el cual cobran vida espectacular los estereotipos dinámicos, en el deporte. La formación profesional de deportistas enfatiza el valor práctico que revisten los ejercicios disciplinados de habituamiento psicobiológico en el desarrollo de potencias para la aptitud técnica deportiva. Pongamos por caso el fútbol, en el cual la secuencia correcta de movimientos por parte del deportista se fija durante los entrenamientos, creándole determinados estereotipos dinámicos, con el fin de vencer las dificultades propias, y para que el equipo triunfe ante el adversario. Las destrezas singulares se afianzan, se fijan con fluidez; Coordinación de movimientos armonizados ante las innúmeras variables con que los jugadores se enfrentan: Distintas dimensiones del campo de juego, cercanía o distancia de las líneas demarcatorias y de los árbitros, movimientos y ubicación relativa de propios y adversarios, variados tipos de velocidad a los cuales rápidamente hay que adaptarse. Con la consolidación de hábitos secuenciados en estereotipos dinámicos básicos, mediante los cuales se solventen las situaciones más corrientes, pasan a ser más disponibles los componentes cognitivos, y las habilidades motrices y tácticas resolutorias, con las que lograr un buen suceso en el evento deportivo. Las variantes fundamentales de la acción están aprendidas con la educación disciplinada y repetitiva de secuencias sistematizadas de conducta. Tienen así cabida las acciones complementarias sólidamente improvisadas que corresponden a situaciones y jugadas puntuales.  